# 聖闘士星矢 ソルジャーズ・ソウル
『聖闘士星矢 SOLDIERS' SOUL』（セイントセイヤ ソルジャーズソウル）は、バンダイナムコエンターテインメントより2015年9月25日に発売された、車田正美の漫画およびアニメ『聖闘士星矢』を原作としたゲームソフト。対応プラットフォームはPlayStation 3、PlayStation 4。日本国外に限りSteamによるダウンロード販売もされている。

## 概要
2013年に発売された『聖闘士星矢 ブレイブ・ソルジャーズ』の続編。ストーリーは「黄金十二宮編」「北欧アスガルド編」「海皇ポセイドン編」「冥王ハーデス編」の4編から成る。本作では『聖闘士星矢 黄金魂 -soul of gold-』に登場した神聖衣を纏ったアイオリアらが収録され、登場キャラクターは全50人以上となる。
PS4版ではシリーズ初の60fpsの描画を実現し、滑らかに動く。
週刊ファミ通のクロスレビューでは8・7・7・8の合計30点（40点満点）でシルバー殿堂入りした。

## システム
ビッグバンアタック
BBA。相手に当たると派手なムービー演出が追加される。BBAはプレイヤーが任意で選べる選択式。
コズミックK.O.
特定の攻撃で相手をKOした際、頭から地面に激突したり遥か彼方に吹っ飛んだりといった演出が追加される。
アシストフレーズ
カスタマイズシステム。色々な特殊効果が付属した各キャラクターのセリフ「アシストフレーズ」を使用キャラに付けることにより、バトル中に発動することができる。

### バトルモード
レジェンド・オブ・コスモ
「黄金十二宮編」・「北欧アスガルド編」・「海皇ポセイドン編」・「冥王ハーデス編」のストーリーを追体験できる。ストーリーはプレイヤーの任意で選択可能。
バトル・オブ・ゴールド
神聖衣を纏った黄金聖闘士で戦い抜くゲームオリジナルストーリー。クリアすると選択した黄金聖闘士の神聖衣がバトルで使用可能となる。
ギャラクシアンウォーズ
最大8人で行えるトーナメント戦。
VSバトル
様々なルールを設定しての対戦が可能。
サバイバル

オンラインバトル
ネット上で世界各地のプレイヤーとバトルができる。
コレクション
フレアがナビゲートをする。
ギャラリー
ゲーム中に獲得したムービーやBGMの鑑賞が可能。
コレクションショップ
キャラクタービューワーで鑑賞可能なキャラモデルの購入が可能。
アテナの間

## 登場キャラクター
『聖闘士星矢』ゲーム最大の50人を越える戦士達が登場する。また本作の特徴として『聖闘士星矢』当時の声優陣が数多く起用されているが、一部例外も存在する（神闘士はジークフリート役の神谷明のみ真殿光昭へと変更）。

### 青銅聖闘士
ペガサス星矢（私服 / 初期青銅聖衣 / 新生青銅聖衣 / 黄金新生青銅聖衣 / 最終青銅聖衣）
声 - 森田成一
BBA - ペガサス流星拳 / ペガサス彗星拳 / ペガサスローリングクラッシュ
オーディーン 星矢
BBA - バルムングの剣
射手座 星矢
BBA - ペガサス流星拳 / ペガサスローリングクラッシュ / ペガサス彗星拳 / サジタリアスの矢
神聖衣
BBA - 真・ペガサス流星拳
ドラゴン紫龍（私服 / 脱衣 / 初期青銅聖衣 / 新生青銅聖衣 / 黄金新生青銅聖衣 / 最終青銅聖衣）
声 - 櫻井孝宏
BBA - 廬山昇龍覇 / 廬山亢龍覇 / 廬山龍飛翔 / エクスカリバー / 廬山百龍覇
天秤座 紫龍
BBA - 廬山龍飛翔 / 廬山亢龍覇 / エクスカリバー / 廬山百龍覇
神聖衣
BBA - 真・廬山昇龍覇
キグナス氷河（私服 / 初期青銅聖衣 / 新生青銅聖衣 / 黄金新生青銅聖衣 / 最終青銅聖衣 / 水瓶座 氷河）
声 - 三浦祥朗
BBA - ダイヤモンドダスト / オーロラ・サンダー・アタック / オーロラエクスキューション
神聖衣
BBA - 真・ダイヤモンドダスト
アンドロメダ瞬（私服 / 初期青銅聖衣 / 新生青銅聖衣 / 黄金新生青銅聖衣 / 最終青銅聖衣 / 乙女座 瞬）
声 - 粕谷雄太
BBA - ネビュラチェーン / サンダーウェーブ / ネビュラストリーム / ネビュラストーム
神聖衣
BBA - 真・サンダーウェーブ
フェニックス一輝（私服 / 初期青銅聖衣 / 新生青銅聖衣 / 黄金新生青銅聖衣 / 最終青銅聖衣 / 獅子座 一輝）
声 - 小西克幸
BBA - 鳳翼天翔 / 鳳凰幻魔拳
神聖衣
BBA - 真・鳳翼天翔
一角獣星座 邪武
声 - 石川英郎
BBA - ユニコーンギャロップ
海ヘビ星座 市
声 - 小野坂昌也
BBA - メロウポイズン

### 白銀聖闘士
鷲星座 魔鈴
声 - 井上富美子
BBA - 流星拳 / イーグルトゥフラッシュ
蛇遣い星座 シャイナ
声 - 小松由佳
BBA - サンダークロウ
琴座 オルフェ
声 - 神谷浩史
BBA - ストリンガーフィーネ

### 黄金聖闘士
牡羊座 ムウ
声 - 山崎たくみ
BBA - スターダストレボリューション / スターライトエクスティンクション
神聖衣
BBA - 神・スターライトエクスティンクション
牡牛座 アルデバラン
声 - 玄田哲章
BBA - グレートホーン
神聖衣
BBA - 神・グレートホーン
双子座 サガ
声 - 置鮎龍太郎
BBA - アナザーディメンション / ギャラクシアンエクスプロージョン
神聖衣
BBA - 神・ギャラクシアンエクスプロージョン
蟹座 デスマスク
声 - 田中亮一
BBA - 積尸気冥界波
神聖衣
BBA - 神・積尸気冥界波
獅子座 アイオリア
声 - 田中秀幸
BBA - ライトニングボルト / ライトニングプラズマ
神聖衣
BBA - 神・ライトニングプラズマ
乙女座 シャカ
声 - 三ツ矢雄二
BBA - 天舞宝輪 / 天魔降伏 / 六道輪廻
神聖衣
BBA - 神・天舞宝輪
天秤座 童虎
声 - 堀内賢雄
BBA - 廬山百龍覇
神聖衣
BBA - 神・廬山百龍覇
蠍座 ミロ
声 - 関俊彦
BBA - スカーレットニードル / スカーレットニードル・アンタレス
神聖衣
BBA - 神・スカーレットニードル・アンタレス
射手座 アイオロス
声 - 屋良有作
BBA - アトミックサンダーボルト / サジタリアスの矢
神聖衣
BBA - 神・アトミックサンダーボルト
山羊座 シュラ
声 - 草尾毅
BBA - ジャンピングストーン / エクスカリバー
神聖衣
BBA - 神・エクスカリバー
水瓶座 カミュ
声 - 神奈延年
BBA - ダイヤモンドダスト / フリージングコフィン / オーロラエクスキューション
神聖衣
BBA - 神・オーロラエクスキューション
魚座 アフロディーテ
声 - 難波圭一
BBA - ロイヤルデモンローズ / ピラニアンローズ/ ブラッディローズ
神聖衣
BBA - 神・ブラッディローズ
牡羊座 シオン
声 - 飛田展男
BBA - スターダストレボリューション
双子座 カノン
声 - 置鮎龍太郎
BBA - ゴールデントライアングル
双子座 ???
声 - 置鮎龍太郎
BBA - アナザーディメンション

### 冥闘士
牡羊座 シオン（冥衣）
声 - 飛田展男
BBA - クリスタルウォール / スターダストレボリューション
双子座 サガ（冥衣）
声 - 置鮎龍太郎
BBA - アナザーディメンション
蟹座 デスマスク（冥衣）
声 - 田中亮一
BBA - 積尸気冥界波
山羊座 シュラ（冥衣）
声 - 草尾毅
BBA - エクスカリバー
水瓶座 カミュ（冥衣）
声 - 神奈延年
BBA - ダイヤモンドダスト
魚座 アフロディーテ（冥衣）
声 - 難波圭一
BBA - ブラッディローズ
天猛星ワイバーン ラダマンティス
声 - 子安武人
BBA - グレイテストコーション
天雄星ガルーダ アイアコス
声 - 三木眞一郎
BBA - ギャラクティカイリュージョン
天貴星グリフォン ミーノス
声 - 遠近孝一
BBA - コズミックマリオネーション

### 神闘士
ガンマ星フェクダ トール
声 - 屋良有作
BBA - タイタニック・ハーキュリーズ
イプシロン星アリオト フェンリル
声 - 関俊彦
BBA - ノーザン群狼拳
エータ星ベネトナーシュ ミーメ
声 - 三ツ矢雄二
BBA - ストリンガー・レクイエム
アルファ星ドゥベ ジークフリート
声 - 真殿光昭
BBA - ドラゴン・ブレーヴェスト・ブリザード
ゼータ星ミザール シド
声 - 水島裕
BBA - ブルー・インパルス
ゼータ星アルコル バド
声 - 水島裕
BBA - シャドウ・バイキング・タイガー・クロウ
ベータ星メラク ハーゲン
声 - 島田敏
BBA - グレート・アーデント・プレッシャー
デルタ星メグレス アルベリッヒ
声 - 中原茂
BBA - ネイチャー・ユーニティ

### 海闘士
海龍 カノン
声 - 置鮎龍太郎
BBA - ゴールデントライアングル / ギャラクシアンエクスプロージョン
海魔女 ソレント
声 - 塩屋翼
BBA - デッド・エンド・シンフォニー / デッド・エンド・クライマックス
海馬 バイアン
声 - 速水奨
BBA - ライジングビロウズ
スキュラ イオ
声 - 二又一成
BBA - ビッグトルネード
クラーケン アイザック
声 - 中尾隆聖
BBA - オーロラボレアリス
リュムナデス カーサ
声 - キートン山田
BBA - サラマンダーショック
クリュサオル クリシュナ
声 - 佐藤正治
BBA - マハローシニー

### 神
海皇 ポセイドン（タキシード）
声 - 難波圭一
BBA - ポセイドンの鉾
冥王 ハーデス
声 - 大塚明夫
BBA - グレイテストエクリップス
ポラリス ヒルダ
声 - 堀江美都子
BBA - ニーベルンゲン・リング
女神 アテナ
声 - 折笠富美子
BBA - アテナの杖
死を司る神 タナトス
声 - 古川登志夫
BBA - テリブルプロビデンス
眠りを司る神 ヒュプノス
声 - 二又一成
BBA - エターナルドラウジネス

### その他
老師

貴鬼

カシオス
声 - 銀河万丈

フレア
声 - 川村万梨阿
パンドラ
声 - 坂本真綾

## DLC
ダウンロードコンテンツ。
「女神アテナ＆冥王ハーデス」原作カラーコスチューム
初回封入特典。